# باگرات میراکیان
باگرات میکائیلی میراکیان (ارمنی: Բագրատ Միքայելի Միրաքյան؛  زادهٔ ۱۹۰۹ - درگذشته تاریخ نامعلوم ) کارشناس علوم پرورشی اهل ارمنستان بود.

## زندگی‌نامه
وی در ۱۹۰۹ در شاهومیانی به دنیا آمد و از دانشگاه دولتی زبان‌ها و علوم اجتماعی بروسوف ایروان فارغ‌التحصیل گشت. وی همچنین برندهٔ جوایزی همچون نشان پرچم سرخ کار، نشان ستاره سرخ و آموزگار شایسته ارمنستان شوروی (۱۹۶۰) شده است. تاریخ درگذشت وی نامعلوم است.